# John Wallis

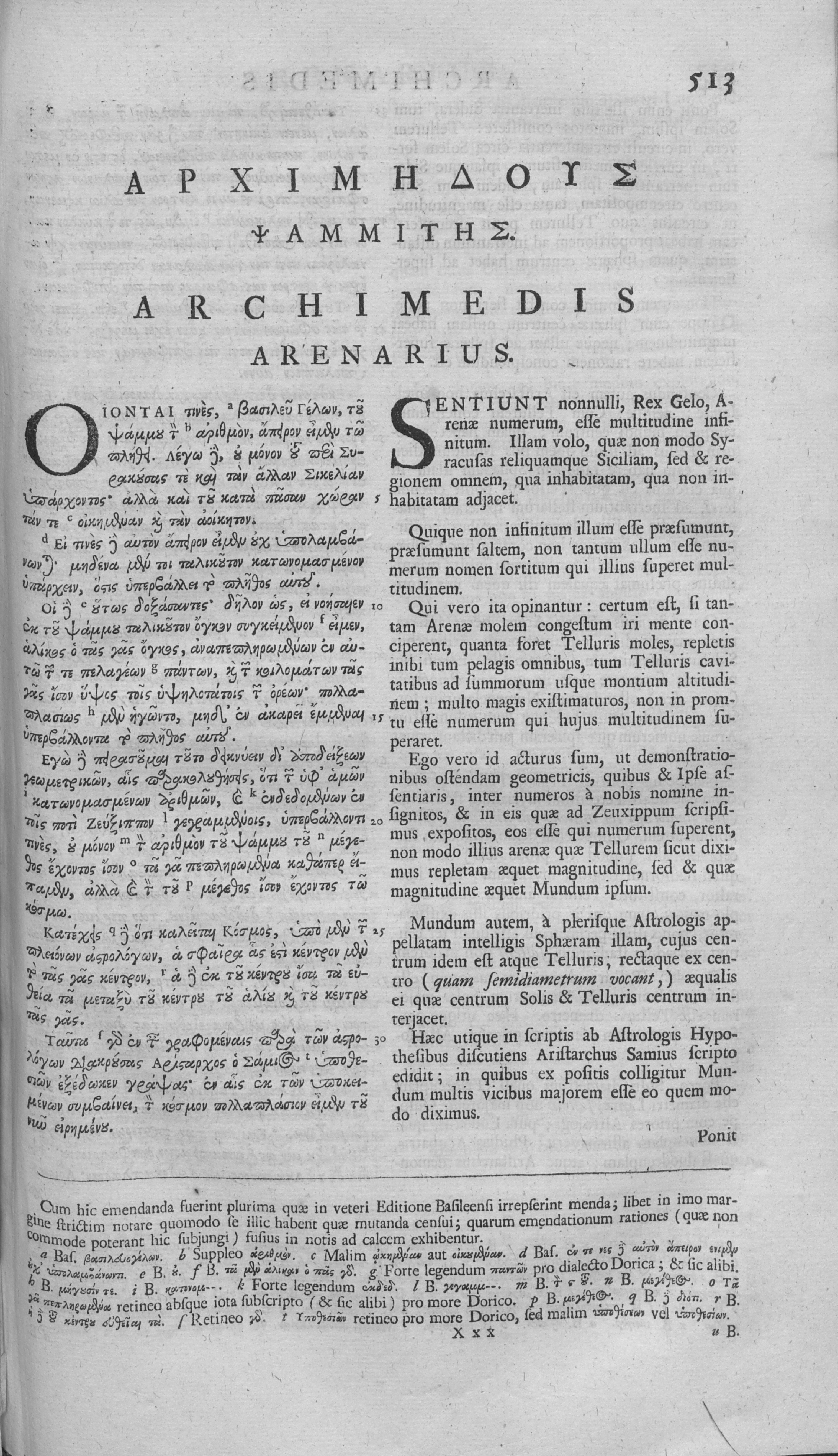
Opera mathematica, 1699

John Wallis (Ashford, 22 november 1616 - Oxford, 28 oktober 1703) was een Engelse wiskundige.
Wallis werd in 1616 geboren als zoon van John Wallis, een dominee uit Ashford, en diens tweede vrouw Joanna Chapman. Op 13-jarige leeftijd vond de jonge Wallis zichzelf rijp voor de universiteit; hij studeerde aan de Universiteit van Cambridge. In zijn jeugd kwam John Wallis niet in aanraking met wiskunde, aangezien die toen als onbelangrijk beschouwd werd en niet gegeven werd op goede scholen. Wel behaalde hij goede resultaten voor de vakken Grieks, Latijn en Hebreeuws. Pas in 1631 leerde Wallis van zijn broer de beginselen van de wiskunde, en begon hij als hobby wiskundeboeken te lezen. Ondertussen studeerde hij door in allerlei vakken, zoals anatomie en sterrenkunde. Wallis werd aalmoezenier, maar bleef doorstuderen.
Wallis was goed in cryptografie, en ontcijferde in tijden van oorlog verschillende gecodeerde boodschappen. Dit was het begin van zijn wiskundige carrière. Wallis verliet de kerk omdat hij trouwde, en werd hoogleraar in Oxford. Hier kwam hij in aanraking met een regelmatig bij elkaar komende groep wetenschappers, die later het Royal Society zouden vormen, en begon hij serieuze interesse in de wiskunde te krijgen.
Wallis schreef boeken en deed ontdekkingen op wiskundig gebied. Ook bestudeerde hij het werk van verscheidene wiskundigen, onder wie Kepler, Cavalieri, Roberval, Torricelli en Descartes.
Wallis' bekendste werk was Arithmetica infinitorum, dat hij in 1656 publiceerde. Hierin liet hij zien hoe algebraïsche methoden konden worden toegepast in meetkundige situaties (in navolging van Descartes), zoals het berekenen van de oppervlakte van gebieden die door krommen werden begrensd. Hij deed voorbereidend werk in de differentiaal- en integraalrekening. Met behulp van patronen in eindige processen zocht hij formules voor oneindige processen. Hij was een voorbeeld voor vele wiskundigen, zoals Newton, die voortbouwde op Wallis' differentiaal- en integraalrekening. Ook bewijst hij in het boek de formule:
{\displaystyle {\frac {\pi }{2}}={\frac {2}{1}}\cdot {\frac {2}{3}}\cdot {\frac {4}{3}}\cdot {\frac {4}{5}}\cdot {\frac {6}{5}}\cdot {\frac {6}{7}}\cdot {\frac {8}{7}}\cdot {\frac {8}{9}}\cdot {\frac {10}{9}}\cdot \dots }
Dit wordt het Wallis-product genoemd.
In "Tract on Conic Sections" (1655) beschrijft hij de krommen die ontstaan als je een kegel met een vlak doorsnijdt (de kegelsneden) als eigenschappen van algebraïsche coördinaten. Ook ontwikkelde hij nieuwe technieken in de stijl van Descartes op analytisch gebied. Ook was hij de eerste die het symbool {\displaystyle \infty } gebruikte. Dit symbool staat voor oneindig. Hij gebruikte het symbool ook in zijn Wallis-product.
In 1665 ontvangt Wallis van Christiaan Huygens een brief over zijn analyse van meetkundige krommen. Tevens legt Huygens kort uit wat zijn werk met de telescoop inhoudt en geeft in een anagram weer dat hij een belangrijke ontdekking heeft gedaan. Het anagram luidt:
admovere oculis distantia sidera nostris vvvvvvvvcc crrhnbqx
(Ze brachten de verre sterren naar onze ogen)
In de juiste volgorde staat hier:
Saturno luna sua circumducitur diebus sexdecim horis quatuor
(Om Saturnus loopt zijn maan in zestien dagen en vier uur.)
In "Treatise on algebra" (1688) verklaart hij het werk van Harriot, en maakt het toegankelijker. Hij bekritiseert Descartes, en beweert dat zijn kennis van algebra geheel aan Harriot te danken is. Ook werkt hij met negatieve en complexe getallen. Hierbij laat hij zien dat {\displaystyle x^{3}-7x=6} exact drie geheeltallige uitkomsten heeft.
Verder gaf Wallis boeken uit van onder anderen de Griekse wiskundigen Ptolemeus, Aristarchus en Archimedes. Hij schreef ook verscheidene niet-wiskundige boeken, die over religie, grammatica en logica gaan.
Wallis heeft veel gedaan voor de wiskunde, vooral op het gebied van de algebra. Hij heeft een formule voor de cosinus en de sinus bedacht.
Hij probeerde een bewijs te vinden voor het parallellenpostulaat van Euclides met behulp van de andere 4 postulaten, maar dit is hem nooit gelukt. Pas in de 19e eeuw bleek dat dit onmogelijk is.
Ook heeft Wallis veel gedaan met betrekking tot regeloppervlakken waaronder de ontwikkeling van de Wig van Wallis
Wallis had veel aanhangers, maar ook tegenstanders zoals Thomas Hobbes, met wie hij een levenslang meningsverschil had. 
John Wallis overleed in 1703.